# صباح الخير (تمرين)

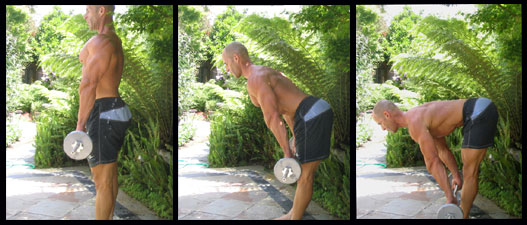

صباح الخير (بالإنجليزية: Good morning)‏ هو أحد تمارين رفع الأثقال التي تساعد على بناء عضلات أسفل الظهر والعضلات الخلفية للأرجل.
هذا التمرين ينبغي القيام به قبل البدء بالتمارين لحماية كافة أقسام الجسم، تجنبًا لأية إصابة خاصة لعضلات الظهر.